# Jiří Kalous
Jiří Kalous (* 6. prosince 1964, Chomutov) je bývalý český hokejista a současný hokejový trenér. V současné době je od června 2023 asistent trenéra česká hokejové reprezentace.

## Životopis
S hokejem začínal v rodném Chomutově v roce 1970 ve věku 6 let. Mezi lety 1970 a 1979 působil v tamní přípravce a následně pak také v žákovské lize a juniorské extralize. Během studií na chomutovském gymnáziu hrál první ligu na pozici útočníka za místní hokejový klub. V letech 1984 až 1986, kdy vykonával prezenční vojenskou službu, hrál hokej za druholigový VTJ Sušice.

### Studia na vysoké škole a rakouské angažmá
Hned po jejím skončení se pustil do studií oboru Metodika a trenérství, specializace lední hokej, na Fakultě tělesné výchovy a sportu Karlovy univerzity v Praze, která dokončil roku 1993 úspěšně vykonanou státní zkouškou.
Ještě během vysokoškolského studia hrál lední hokej, a to v letech 1986 až 1989 za I. ČLTK Praha a v sezóně 1990/1991 za EC Ehrwald v 1. rakouské hokejové lize. Od sezóny 1991/1992 tento rakouský hokejový klub trénoval a hned v následující sezóně s ním získal titul mistra. Bylo mu tehdy 26 let.

### Působení v České republice
V roce 1994 se vrátil z Rakouska zpět do České republiky a působil jednu sezónu jako trenér Berounských Medvědů. V následujícím roce - 1995 - zamířil do pražské Slavie a vydržel zde celých 14 let. Nejprve začínal u juniorů, s nimiž hned vyhrál titul mistra extraligy. Sezónu 1996/1997 strávil na lavičce extraligového mužstva. Po ní se k juniorům Slavie vrátil a dovedl je ke svému druhému juniorskému titulu mistra republiky.
V letech 1998 až 2000 působil na pozici hlavního trenéra české juniorské reprezentace a na mistrovství světa hráčů do 18 let, které se konalo ve Finsku, vybojoval čtvrté místo.
Na začátku sezóny 1999/2000 se vrátil k prvnímu týmu Slavie na pozici asistenta. Souběžně s tím působil také v letech 2000 až 2002 jako trenér juniorů Slavie a v letech 2002 až 2003 jako trenér české hokejové reprezentace do 20 let.

### První mužstvo HC Slavia Praha
Od roku 2002 působil u extraligového mužstva Slavie Praha spolu s Vladimírem Růžičkou a Ondřejem Weissmannem, kdy měl na starost především plánování a přípravu tréninkového procesu, individuální práci s hráči, tréninkové plány a kondiční přípravu. V sezóně 2002/2003 slavili první extraligový titul Slavie, v sezónách 2003/2004 a 2005/2006 dovedli mužstvo ke druhému místu. Po sezóně 2006/2007 tento triumvirát Ondřej Weissmann opustil a spolu s Vladimírem Růžičkou dovedl Kalous mužstvo Slavie ke druhému titulu mistra extraligy v sezóně 2007/2008 a k druhému místu v sezóně následující.

### Bílí Tygři Liberec
Poté spolupráci s Vladimírem Růžičkou ukončil a od sezóny 2009/2010 byl hlavním trenérem libereckých Bílých Tygrů. Na jejich lavičce vydržel až do konce ročníku 2011/2012, tedy 3 sezony. Ani v jedné ze sezon mužstvo nechybělo v play off.

### KHL
Od sezony 2012/2013 se stal asistentem trenéra Josefa Jandače u týmu HC Lev Praha, který nově působí v Praze.
Po úspěšném startu do sezony však přišla série nezdarů, která nakonec vyústila v odvolání Josefa Jandače. Asistent Jiří Kalous u týmu zůstal, na přechodnou dobu dokonce zaujal pozici hlavního trenéra, následně spolupracoval s novým koučem Václavem Sýkorou. Přesto vedení klubu na počátku roku 2013 Kalouse odvolalo.

### Třinec
Od sezony 2013/2014 byl hlavním trenérem týmu HC Oceláři Třinec, kde nahradil nečekaně odvolaného Josefa Turka. Působil zde do 18. kola sezóny 2015/16, kdy po prohře s Vítkovicemi 7:0 rezignoval.

### Sparta Praha
Po odchodu od Ocelářů obsadil Jiří Kalous místo trenéra týmu HC Sparta Praha pro sezónu 2016/17 uvolněné odchodem Josefa Jandače k národnímu týmu.